# Léo Leroy
Pour les articles homonymes, voir Leroy.
Léo Leroy, né le 14 février 2000 à Marseille en France, est un footballeur français qui joue au poste de milieu de terrain au FC Bâle.

## Biographie

### LB Châteauroux
Né à Marseille en France, Léo Leroy est le fils de l'ancien footballeur professionnel, Jérôme Leroy. Il passe par le centre de formation du Stade rennais et rejoint en 2018 le LB Châteauroux.
Léo Leroy signe son premier contrat professionnel en février 2019. Le 1er mars de la même année, il fait sa première apparition en professionnel, lors d'une rencontre de Ligue 2 face au Stade brestois. Il entre en jeu lors de cette rencontre qui se solde par un match nul (1-1). Il apparaît davantage en équipe première la saison suivante, et inscrit son premier but lors d'un match de championnat face au FC Sochaux-Montbéliard le 3 décembre 2019. Entré en jeu lors de cette partie, son but dans le temps additionnel permet à son équipe de faire match nul (1-1).

### Montpellier HSC
En mai 2021 le transfert de Léo Leroy au Montpellier HSC est annoncé. Le milieu de terrain arrive librement de Châteauroux, où il était en fin de contrat.
Il découvre alors la Ligue 1, jouant son premier match pour Montpellier dans cette compétition, le 8 août 2021, lors de la première journée de la saison 2021-2022 face à l'Olympique de Marseille. Il entre en jeu en fin de match à la place de Joris Chotard, et son équipe s'incline par trois buts à deux.

### FC Bâle
Le 21 juin 2024, Léo Leroy quitte le MHSC et s'engage avec le club suisse du FC Bâle pour un contrat courant jusqu'en juin 2028.
Leroy marque son premier but pour le FC Bâle le 27 juillet 2024 contre le FC Lugano, en championnat. Il est titularisé mais ne peut empêcher la défaite de son équipe malgré son but (1-2 score final).

### En sélection
En mars 2019, Léo Leroy joue deux matchs en tant que titulaire avec l'équipe de France des moins de 19 ans. Le premier contre la Suisse (victoire 3-2 de la France) et le second contre Israël (victoire 0-3 de la France).

## Statistiques
| Saison                | Club                  | Championnat           | Championnat | Championnat | Coupe nationale | Coupe nationale | Coupe de la Ligue | Coupe de la Ligue | Compétition(s) continentale(s) | Compétition(s) continentale(s) | Compétition(s) continentale(s) | Total | Total |
| Saison                | Club                  | Division              | M.          | B.          | M.              | B.              | M.                | B.                | Comp.                          | M.                             | B.                             | M.    | B.    |
| 2018-2019             | LB Châteauroux        | Ligue 2               | 3           | 0           | -               | -               | -                 | -                 | -                              | -                              | -                              | 3     | 0     |
| 2019-2020             | LB Châteauroux        | Ligue 2               | 19          | 1           | -               | -               | 1                 | 0                 | -                              | -                              | -                              | 20    | 1     |
| 2020-2021             | LB Châteauroux        | Ligue 2               | 33          | 0           | 1               | 0               | -                 | -                 | -                              | -                              | -                              | 34    | 0     |
| Sous-total            | Sous-total            | Sous-total            | 55          | 1           | 1               | 0               | 1                 | 0                 | -                              | -                              | -                              | 57    | 1     |
| 2021-2022             | Montpellier HSC       | Ligue 1               | 24          | 0           | 2               | 0               | -                 | -                 | -                              | -                              | -                              | 26    | 0     |
| 2022-2023             | Montpellier HSC       | Ligue 1               | 11          | 0           | -               | -               | -                 | -                 | -                              | -                              | -                              | 11    | 0     |
| Sous-total            | Sous-total            | Sous-total            | 35          | 0           | 2               | 0               | -                 | -                 | -                              | -                              | -                              | 37    | 0     |
| Total sur la carrière | Total sur la carrière | Total sur la carrière | 90          | 1           | 3               | 0               | 1                 | 0                 | -                              | -                              | -                              | 94    | 1     |